# Rag & Bone Buffet: Rare Cuts & Leftovers
Rag & Bone Buffet: Rare Cuts & Leftovers (1990) è una raccolta di brani degli XTC.

## Il disco
Altra raccolta del gruppo di Swindon, pubblicata nel 1990, raccoglie lati B, sedute di registrazione per la BBC, contributi per colonne sonore, due singoli usciti sotto gli pseudonimi di The Colonel e The Three Wise Men e altre cose più amene come la History of Rock & Roll di Andy Partridge. È praticamente la versione in CD di tutto ciò che al momento era stato pubblicato su vinile ma non ancora sul nuovo supporto. Da qui il richiamo del titolo al "rag 'n' bone man", una figura tradizionale inglese che girava casa per casa raccogliendo vestiti vecchi e ossa scartate dai pasti per poterle trasformare in sapone o candele. Non esiste una versione in vinile di questa compilation.

## Tracce
1. Extrovert (Andy Partridge) – 3:35
2. Ten Feet Tall (Colin Moulding) – 3:12
3. Mermaid Smiled (Partridge) – 2:26
4. The Colonel - Too Many Cooks in the Kitchen (Moulding) – 2:47
5. Respectable Street (Partridge) – 3:05
6. Looking for Footprints (Moulding) – 3:29
7. Over Rusty Water (Partridge) – 1:28
8. Heaven Is Paved with Broken Glass (Partridge) – 4:23
9. The World Is Full of Angry Young Men (Moulding) – 3:39
10. Punch and Judy (Partridge) – 2:44
11. The Three Wise Men - Thanks for Christmas (Balthazar/Kaspar/Melchior) – 3:50
12. Tissue Tigers (The Arguers) (Partridge) – 3:57
13. The Colonel - I Need Protection (Moulding) – 3:40
14. Another Satellite (Partridge) – 4:20
15. Strange Tales, Strange Tails (Partridge) – 2:18
16. Officer Blue (Moulding) – 2:40
17. Scissor Man (Partridge) – 4:22
18. Cockpit Dance Mixture (Partridge) – 6:01
19. Pulsing Pulsing (Partridge) – 1:37
20. Happy Families (Partridge) – 2:46
21. The Three Wise Men - Countdown to Christmas Party Time (Balthazar/Kaspar/Melchior) – 4:12
22. Blame the Weather (Moulding) – 3:39
23. Take This Town (Partridge) – 4:08
24. The History of Rock 'n' Roll (Partridge) – 0:20